# マリリン山田
マリリン 山田（まりりん やまだ、6月20日 - ）は、日本の女性声優、ナレーター。愛媛県出身。シグマ・セブン所属。

## 略歴
FM愛媛・J-WAVEを経て、シグマ･セブン所属。

## 出演

### ナレーション
- 日本テレビ
  - 行列のできる法律相談所※2012年9月まで
  - どっちの料理ショー
  - 新・ラーメン伝説
- TBSテレビ
  - はなまるマーケット
  - ココロの扉
- 毎日放送
  - 小さな恋みつけた。
  - THE!おいしい番組
- フジテレビ
  - タモリのボキャブラ天国
- テレビ朝日
  - スーパーJチャンネル
- テレビ東京
  - 主治医が見つかる診療所
  - 報道スペシャル 勝手に殺すな
  - イブニングニュース
  - 日曜ビッグバラエティ 「あなたの家にもお宝が!突撃!しあわせ買取隊」※2018年10月11日からレギュラー放送開始
- KBS京都
  - 自然のめぐみシルクロードの旅
- NHK-BS
  - BSナビゲーション
  - おーい、ニッポン
- BS-i（現：BS-TBS）
  - 金曜美の魔法
- BS朝日
  - 職人の麺工房
  - ケンコバのほろ酔いビジホ泊 全国版
- その他
  - ANA機内放送インフォメーション
  - 文部科学省管轄 ネットワーク教育VTR